# Index (informatica)
Quando un web server usa HTTP riguardo ad una determinata directory cerca di rispondere alla richiesta inviando la pagina index con la relativa estensione. Se la directory richiesta corrisponde al percorso radice del sito web, ovvero quando nel nome del percorso non si specifica nulla dopo il primo slash, solitamente la pagina index corrisponde alla home page.
Le impostazioni per gestire la pagina index possono variare da server a server in quanto possono essere modificate nelle impostazioni di ognuno di essi, ad esempio per il server Apache è sufficiente modificare il file httpd.conf.
Se nessuna delle pagine indicate nella configurazione del server è disponibile il browser riceverà una pagina di errore, tipicamente la pagina di errore 404, ovvero not found ("non trovato").
Il file index può avere diverse estensioni; tra le più note:
- index.html
- index.htm
- index.php
- index.asp

Il nome "index" è talvolta sostituito da quello di default nelle varie versioni di IIS.